# Rousdamme
Rousdamme (ook Roesdamme geschreven) is een gehuchtje in de Belgische provincie West-Vlaanderen. Het ligt op de grens van Pervijze, een deelgemeente van de stad Diksmuide, en Avekapelle, een deelgemeente van de stad Veurne. Rousdamme ligt aan een brug over de Oude Aa-vaart (de Roesdammebrug), anderhalve kilometer ten zuidwesten van het centrum van Pervijze en 2,5 km ten oosten van het centrum van Avekapelle. Bij twee kilometer oostwaarts ligt het gehucht Scheewege.

## Geschiedenis
De plaats ligt langs de oude weg van Veurne, over het dorp Avekapelle, Rousdamme en het gehucht Schewege naar Diksmuide. De weg is op de Ferrariskaart uit de jaren 1770 al weergeven als Grand Chemin de Furnes à Dixmude en toont wat bebouwing waar de weg de Oude Aa-vaart oversteekt. De kaart vermeldt hier een herberg Rosdamme Cabaret. Op de Atlas der Buurtwegen uit het midden van de 19de eeuw is de plaats weergegeven als het gehucht Rousdamme.

## Verkeer en vervoer
Door Rousdamme loopt de Rousdammestraat, de weg van Avekapelle naar de N35 ter hoogte van Schewege .

## Spelling en uitspraak
Rousdamme wordt ook Roesdamme geschreven.  De officiële spelling van de Rousdammestraat is Roesdammestraat in de gemeente Veurne en Rousdammestraat in de gemeente Diksmuide. De spelling Rousdamme is traditioneler dan Roesdamme. In het Westvlaams dat in de streek gesproken wordt is de spelling van de tweeklank ou identiek aan de spelling van de tweeklank oe  : zoals in de woord roes in het ABN. Roesdamme of Rousdamme geschreven moet de naam van het gehuchtje in ieder geval zoals in het nederlands woord roes (ABN) uitgesproken worden.